# Ascogaster australiensis
Ascogaster australiensis är en stekelart som beskrevs av Szepligeti 1905. Ascogaster australiensis ingår i släktet Ascogaster och familjen bracksteklar. Inga underarter finns listade.